# Ольсен, Петер Эйнар
Петер Эйнар Ольсен (дат. Peter Einar Olsen; 11 марта 1893, Vig, Зеландия — 3 июня 1949, Grevinge, Зеландия) — датский гимнаст, серебряный призёр летних Олимпийских игр 1912 года в командном первенстве по шведской системе.